# Paula Orsini
Pour les articles homonymes, voir Orsini.
Paula Orsini (née le 2 novembre 1880 à Parme et morte le 16 avril 1930 à Gênes) fut la maîtresse du prince Emmanuel-Philibert de Savoie, duc d'Aoste et membre de la famille royale italienne.

## Biographie
Née de modeste origine, Paula Orsini devient roturière dès l'âge de 17 ans. Elle voyage longtemps en Afrique, en y faisant de la recherche.
Elle fait la connaissance du petit-fils du roi Victor-Emmanuel II d'Italie, Emmanuel-Philibert en 1901. Ils eurent une liaison extra-conjugale qui dura jusqu'en 1910. Le prince la préféra quelque temps à son épouse, Hélène d'Orléans, qu'il jugeait moins belle et moins intelligente. Les deux femmes furent des rivales acharnées, et on prétendit que Paula avait même eu un fils avec le prince. Hélène obtint donc du prince que Paula s'éloignât.